# Chiesa di San Mauro (Casoria)
La chiesa di San Mauro, nota anche con il titolo di basilica, è la parrocchiale di Casoria, in città metropolitana e arcidiocesi di Napoli; fa parte del decanato di Casoria.

## Storia
L'esistenza di un luogo di culto dedicato all'abate san Mauro è attestata a partire dal Basso Medioevo, essendo le prime citazioni risalenti al 1092.
All'inizio del Seicento iniziarono i lavori di rifacimento della parrocchiale; l'opera venne portata a compimento nel 1621.
La monumentale facciata fu costruita invece nel corso del XIX secolo.
Il 5 gennaio 1999 fu decretata l'elevazione della chiesa al rango di basilica minore, mentre l'anno successivo si procedette alla realizzazione del nuovo portale maggiore.

## Descrizione

### Esterno
La facciata della chiesa, rivolta a nordovest, è suddivisa da una cornice marcapiano in due registri, entrambi scanditi da lesene: quello inferiore, più largo, presenta il portale maggiore, sormontato da un frontoncino curvilineo, due ingressi secondari sovrastati da altrettanti tondi con bezzibusti, e delle specchiata con epigrafi, mentre quello superiore, coronato dal timpano triangolare, è caratterizzato da un'ampia finestra, da due nicchie con statue e da un ulteriore tondo entro il quale è collocato un mezzobusto.
Accanto alla basilica si erge su un alto basamento a scarpa il campanile a pianta quadrata, spartito in più registri; la cella presenta su ogni lato una monofora a tutto sesto affiancata da doppie lesene. 

### Interno
L'interno dell'edificio, la cui pianta è a croce latina con transetto, si compone di un'unica ampia navata, sulla quale si affacciano dieci cappelle laterali, introdotte da archi a tutto sesto, e le cui pareti sono scandite da lesene terminanti con capitelli compositi e sorreggenti la trabeazione modanata e aggettante sopra la quale si imposta un registro attico caratterizzato dalle finestre; al termine dell'aula si sviluppa il presbiterio, rialzato di alcuni gradini, delimitato da balaustre e coperto dalla volta a botte.
Qui sono conservate diverse opere di pregio, tra le quali i tre dipinti ritraenti la Madonna con il Bambino tra i santi Mauro e Gennaro, la Visitazione e l'Immacolata, eseguiti da Domenico Antonio Vaccaro tra gli anni trenta e quaranta del Settecento, le tre tele del soffitto raffiguranti rispettivamente la Gloria di San Mauro, San Mauro che salva Placido dalle acque e San Mauro che guarisce un moribondo, firmate da Pietro di Martino, il battistero in marmi policromi, composto nel Settecento, la pala con soggetto la Madonna di Monserrato, eseguita dal molisano Giovan Vincenzo D'Onofrio detto il Forlì verso la fine del XVI secolo, il quadro che rappresenta Sant'Anna con la Madonna bambina assieme ai Santi Mauro e Filippo Neri, realizzato nel 1805 da Angelo Mozzillo, e l'organo, costruito nel 1690.